# Kenneth Keith
Kenneth Keith (Auckland, 19 november 1937) is een Nieuw-Zeelands rechtsgeleerde. Sinds 6 februari 2006 is hij rechter van het Internationaal Gerechtshof.

## Levensloop
Keith studeerde van 1956 tot 1965 rechtsgeleerdheid aan de Universiteit van Auckland, de Victoria University of Wellington en de Harvard Law School. Vanaf 1961 werkte hij voor het Nieuw-Zeelandse Hoger Gerechtshof als advocaat en procureur (sollicitor).
Van 1962 tot 1964 en van 1966 tot 1991 was hij hoogleraar aan de Victoria-universiteit en van 1977 tot 1981 was hij daar werkzaam als decaan. Verder was hij in het schooljaar 1981-82 gasthoogleraar aan de Osgoode Hall Law School die deel uitmaakt van de York-universiteit in Toronto.
Naast zijn academische loopbaan werkte Keith voor het ministerie van Buitenlandse Zaken. Van 1960 tot 1962 werkte hij voor de juridische afdeling ervan en van 1968 tot 1970 als lid van de juridische afdeling bij de Verenigde Naties. Verder was hij van 2000 tot 2007 voorzitter van het Nieuw-Zeelandse instituut voor internationale betrekkingen.
Als rechter bekleedde hij een aantal gevarieerde functies. Hij werd in 1996 benoemd tot rechter van het Hof van Appel en wisselde in 2004 naar het Opperste Gerecht, dat net ervoor was opgericht. Hier bleef hij aan tot 2005. Verder werkte hij sinds 1982 als hoger beroepsrechter in Samoa en op de Cookeilanden en sinds 1995 op Niue. Verder werd hij in 2003 benoemd tot rechter van het Hooggerechtshof van Fiji. Terwijl Keith in 1973, 1974 en 1995 al betrokken was geweest in het team voor nucleaire testzaken voor het Internationale Gerechtshof in Den Haag, werd hij daar uiteindelijk zelf rechter vanaf 6 februari 2006.
Keith is mede-uitgever van enkele vakbladen, zoals de Public Law Review, de New Zealand Law Review, het Journal of Maritime Law Association of Australia and New Zealand en het New Zealand Journal of Public and International Law. Verder is hij sinds 2003 lid van het Institut de Droit International.

## Erkenning
Keith werd verschillende malen gehuldigd en voert de titel Sir. In 1988 werd hij uitgeroepen tot Ridder Commandeur in de Orde van het Britse Rijk en in 1994 werd hij benoemd tot Queen's Counsel. In 2007 opgenomen in de Orde van Nieuw-Zeeland.
- Bibliothèque nationale de France: cb13575227p (data)
- Gemeinsame Normdatei: 138720118
- International Standard Name Identifier: 0000 0000 8369 5901
- Library of Congress Control Number: n50047732
- Nationale Bibliotheek van Israël: 987007342375705171
- Nederlandse Thesaurus van Auteursnamen: 072148225
- Système universitaire de documentation: 053457005
- Virtual International Authority File: 32166850
- WorldCat: E39PBJvmQQHR6MbFCB4md3Mtrq